# Мурнау-ам-Штаффельзе
Мурнау-ам-Штаффельзе (нім. Murnau am Staffelsee) — громада в Німеччині, розташована в землі Баварія. Підпорядковується адміністративному округу Верхня Баварія. Входить до складу району Гарміш-Партенкірхен.
Площа — 38,05 км2. Населення становить 12 110 ос. (станом на 31 грудня 2020).